# Майерс, Дэвид
Дэвид Майерс (англ.  David G. Myers ; род. 20 сентября 1942, Сиэтл, США) — американский социальный психолог, исследователь, популяризатор науки, профессор психологии Хоуп-колледжа в штате Мичиган, США. Автор 17 монографий по психологии, в том числе учебных пособий и научно-популярных изданий. Лауреат профессиональной премии имени Гордона Олпорта за исследование групповой поляризации. Заслугой Майерса считается переработка большого объёма психологических исследований и адаптация их для студенческой аудитории и широкой публики. В России известен трудом «Социальная психология», который входит в программу курса социальной психологии психологических факультетов вузов.

## Биография
Родился 20 сентября 1942 года в Сиэтле.
В 1960 году окончил Сиэтлскую старшую школу королевы Анны.
В 1964 году окончил Уайтвортский колледж со степенью бакалавра естественных наук по химии. Дипломную работу Майерс защитил по социальной психологии.
В 1966 году в Айовском университете получил степень магистра гуманитарных наук по социальной психологии, а в 1967 году степень доктора философии по социальной психологии.
Дэвид Майерс прошёл путь от старшего преподавателя (1967—1970) до доцента (1970—1975) и профессора (с 1975) Хоуп-колледжа. Также он был приглашённым профессором в 1974 году в Мангеймском университете и в 1985 году в Сент-Эндрюсском университете.
С 1979 года — член Американской психологической ассоциации.
С 1989 года — член Ассоциации психологически наук (Американское психологическое общество).
С 1992 года — член Американской ассоциации прикладной и профилактической психологии (англ. American Association of Applied and Preventive Psychology).

## Семья
Женат на Кэрол Питеркин Майерс (англ.  Carol Peterkin Myers), с которой познакомился ещё во время учёбы в Уайтвортском колледже. Отец троих детей — Питера, Эндрю и Лауры.

## Научные труды
- Social Psychology (5th Canadian edition, 2012)
- Psychology (9th edition, 2010)
- Exploring Psychology (8th edition, 2011)
- Psychology in Everyday Life (1st edition, 2009)
- Social Psychology (10th edition, 2010)
- Exploring Social Psychology (5th edition, 2009)
- Psychology Through the Eyes of Faith (2002)
- The Pursuit of Happiness: Who Is Happy--and Why (1992)
- A Quiet World: Living with Hearing Loss (2000)
- The American Paradox: Spiritual Hunger in an Age of Plenty (2000)
- Psychology Through the Eyes of Faith (2002) with Malcolm A. Jeeves
- Intuition: Its Powers and Perils (2002)
- What God Has Joined Together: The Christian Case for Gay Marriage (with Letha Dawson Scanzoni[англ.], 2005)
- A Friendly Letter to Skeptics and Atheists: Musings on Why God is Good and Faith isn’t Evil (2008)
- Social Psychology (11th edition, 2013) — ISBN 0078035295

Книги, переведённые на русский язык:
- Майерс, Дэвид Дж. Социальная психология / пер. З. Замчук. — СПб.: Питер, 2013. — 800 с. — ISBN 987-5-496-00115-1.
- Майерс, Дэвид Дж. Психология / пер. И. Карпиков, В.Старовойтова. — СПб.: Питер, 2006. — 848 с. — ISBN 985-483-633-9.
- Майерс, Дэвид Дж. Интуиция. Возможности и опасности / пер. И. Малкова. — СПб.: Питер, 2012. — 272 с. — ISBN 978-5-459-01062-6.